# Schloss Maupas

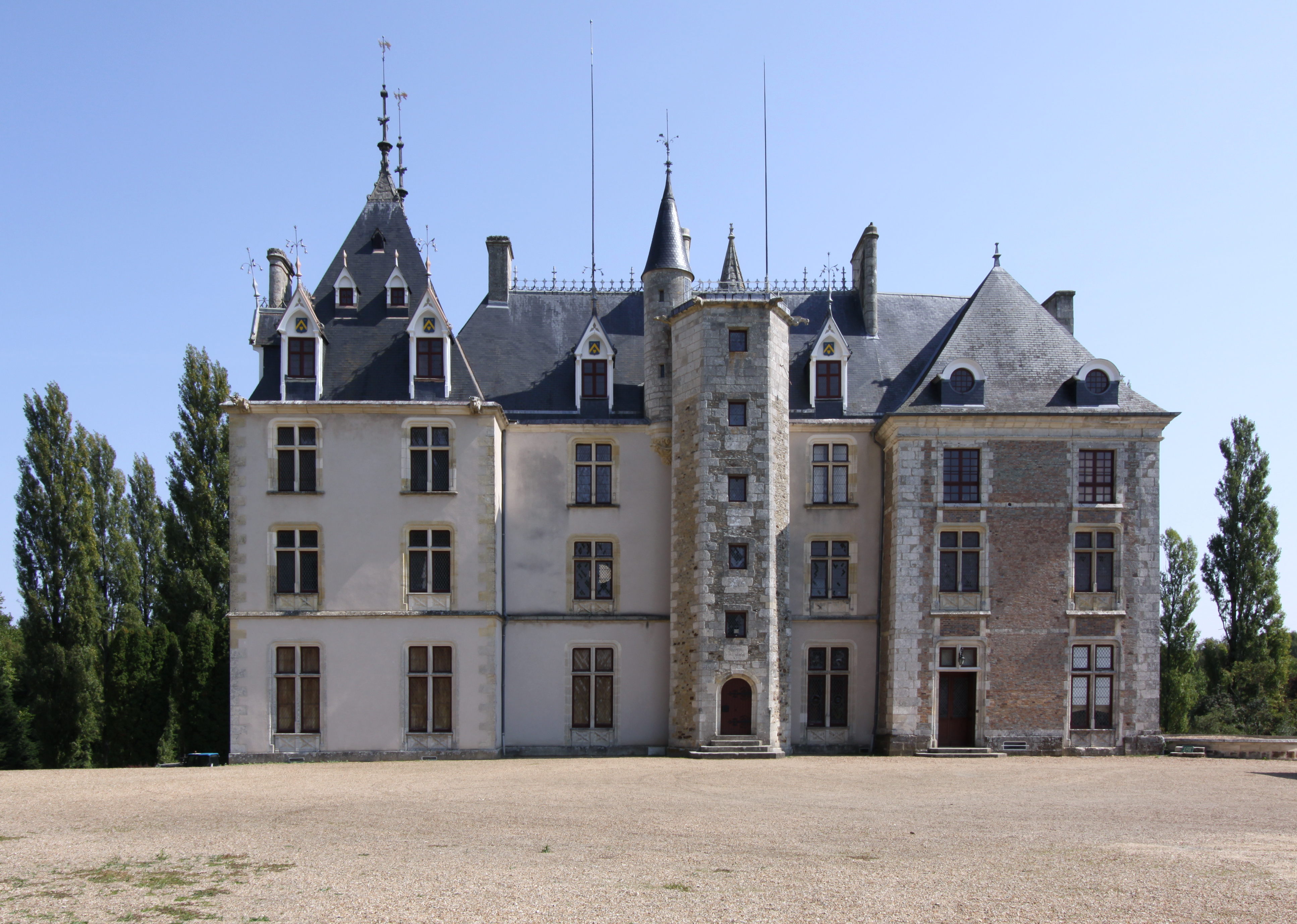
Schloss Maupas, Hofseite

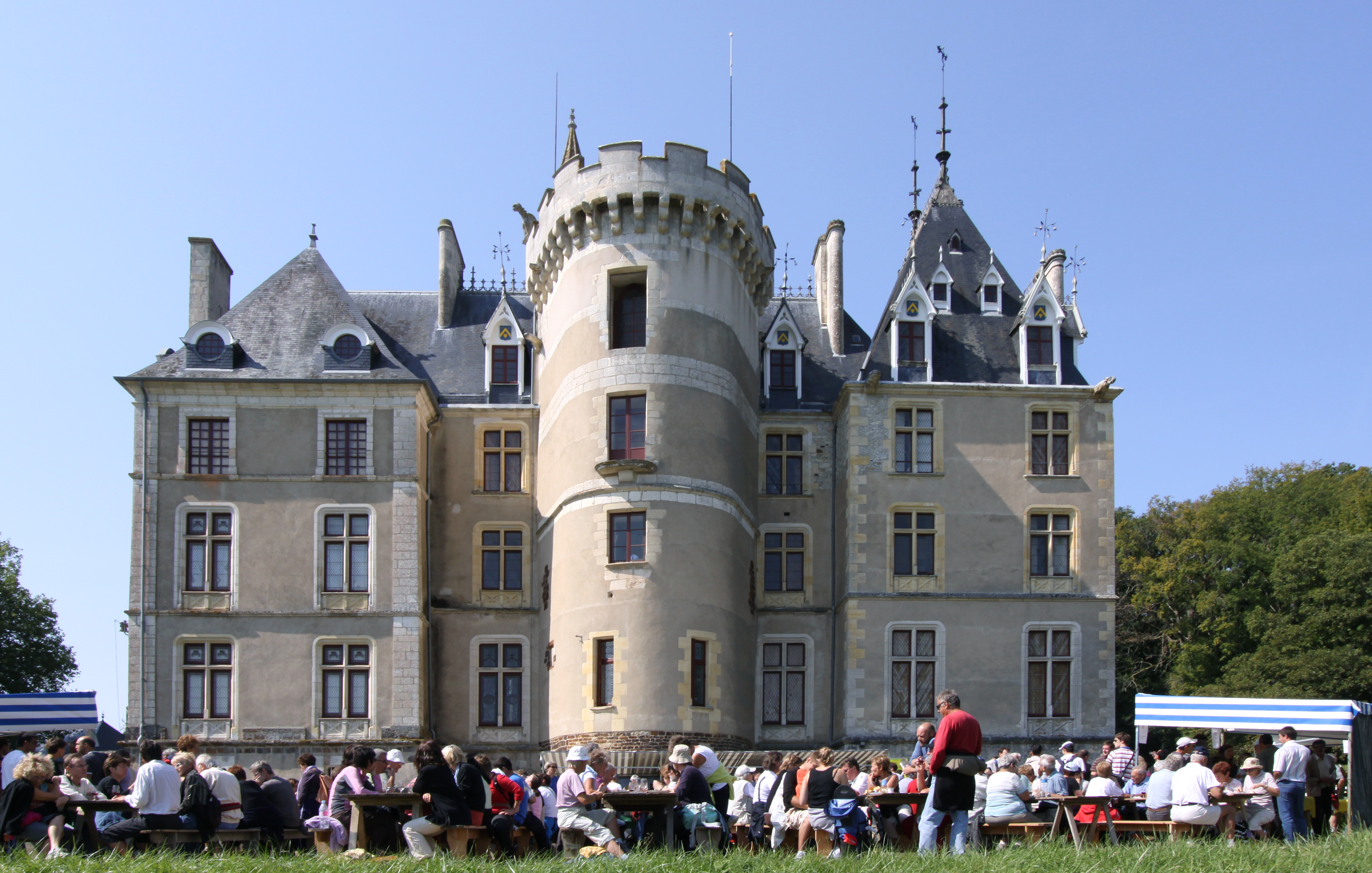
Schloss Maupas, Parkseite

Das Schloss Maupas liegt in der Gemeinde Morogues im französischen Département Cher inmitten eines Weinanbaugebietes. Erbaut wurde es im 15. Jahrhundert für den Gouverneur Berry und gelangte im 18. Jahrhundert in den Besitz der Familie Maupas: Antoine Agard, der zur Garde Ludwigs XV. gehörte, wurde 1725 vom König geadelt und trug seither den Titel Marquis de Maupas. Auch unter Napoleon zeichnete sich die Familie aus, die das Schloss noch heute bewohnt.
Im Giebel über der Pforte des Donjon ist das Familienmotto eingraviert: „Habiter c’est servir“ (dt.: „Leben heißt dienen“). Am Bauwerk selbst unterstützt auf der Parkseite ein feudaler, zinnengekrönter Turm die Wirkung der hohen Kamine und der mit steinernen Fensterkreuzen gestalteten Fassade. Viele der möblierten Räume des Schlosses stehen Besuchern offen, unter anderem Schlafzimmer, Salon, Spielzimmer sowie Küche. Zu sehen sind beispielsweise eine Sammlung von 900 Tellern aus altem Steingut und Wandteppiche aus Aubusson. Die monumentale Steintreppe des südlichen Pavillonturms aus dem 18. Jahrhundert ist seit Juli 1992 als Monument historique registriert. Am Schluss können Besucher auch noch den Beaujolais der kleinen „Domaine du Maupas“ probieren.
Die weitläufige Parkanlage des Schlosses wurde im 20. Jahrhundert von dem Architekten und Landschaftsgestalter der Stadt Bourges, Fernand Rolin, restauriert.